# Quaristice.Quadrange.ep.ae
Quaristice.Quadrange.ep.ae è un EP del duo di musica elettronica britannico Autechre, pubblicato nel 2008.

## Tracce
Quaristice.PPP9.ep.ae
1. The Plc ccc – 10:04
2. Perlence range 7 – 10:13
3. Perlence suns – 4:06
4. 90101-51-6 – 8:45

Quaristice.9T9P.ep.ae
1. 9013-2 – 2:01
2. Tkakanren – 10:23
3. 90101-51-19 – 12:47
4. Perlence subrange 3 – 7:06

Quaristice.c9Pn.ep.ae
1. chenc9-1dub – 3:48
2. 9010171-121 – 4:32
3. Perlence losid 2 – 7:27
4. notwotwo – 9:36

Quaristice.Subrange.ep.ae
1. Perlence subrange 6-36 – 58:35